# Mary Lilian Baelsová
Mary Lilian Baelsová (28. listopadu 1916 – 7. června 2002) byla druhá manželka krále Leopolda III. Belgického.

## Život
Leopold III. se s Mary Lilian Baelsovou, dcerou guvernéra Západních Flander Henriho Louise Baelse (1878-1951) a jeho ženy Anne Marie de Visscherové, oženil během svého domácího vězení v nacisty okupovaném Bruselu. Církevní sňatek se odehrál 11. září 1941, občanský až 6. prosince 1941. To odporovalo belgickému právu, které vyžadovalo, aby se občanský sňatek odehrál před sňatkem církevním. Manželé chtěli civilní sňatek odsunout až na dobu po konci války, ale Mary Lilian brzy otěhotněla. Lilian se po sňatku nestala královnou, ale pouze princeznou belgickou. Její titul zněl princezna de Réthy. Když byl v prosinci 1941 civilní sňatek Leopolda III. a Mary Lilian oznámen veřejnosti, vyvolalo to smíšené reakce, které pokračovaly i v poválečné době. Kritici namítali, že Leopold nejedná v souladu se svými statusem válečného zajatce a krále, který má vůli sdílet strasti svých poddaných. Také namítali, že porušil belgické právo, jak bylo výše uvedeno.
Z jejich svazku vzešly tři děti, které však byly vyjmuty z následnictví trůnu:
- 1. Alexandr (18. 7. 1942 Laken – 29. 11. 2009 Sint-Genesius-Rode), princ belgický, manž. 1991 Léa Inge Dora Wolman (* 2. 12. 1951 Brusel)[1][2]
- 2. Marie-Christina (* 6. 2. 1951 Laken), princezna belgická, I. manž. 1981 (rozv. 1985) Paul Drucker (1. 11. 1937 Montréal – 1. 4. 2008 Toronto), II. manž. 1989 Jean Paul Gourges (* 1941 Bordeaux)[3]
- 3. Marie-Esméralda (* 30. 9. 1956 Laken), princezna belgická, manž. 1998 Salvador Enrique Moncada (* 3. 12. 1944 Tegucigalpa)[4]

Královská rodina byla počátkem května 1945 osvobozena americkými vojáky, návrat do Belgie jim však nebyl umožněn. Exilová vláda vinila krále z kolaborace s nacisty, z níž byl roku 1946 sice očištěn, ale v zemi i nadále panovaly spory ohledně jeho opětovného návratu do vlasti. Leopold III. žil až do roku 1950 s rodinou v exilu v Ženevě, zatímco Belgii spravoval coby regent jeho mladší bratr princ Karel. Po návratu do Belgie Leopold abdikoval ve prospěch svého syna z prvního manželství Baudouina, který se stal králem 16. července 1951.
Leopold III. zemřel roku 1983 v belgickém Woluwe-Saint-Lambert. Mary Lilian zemřela v roce 2002 v Domaine d'Argenteuil v belgickém Waterloo. Pohřbená je navzdory svému přání (chtěla být pohřbená v Argenteuil) stejně jako její manžel a jeho první manželka Astrid Švédská v chrámu Naší Paní na laekenském hřbitově v Bruselu.